# Logan's War: Bound by Honor
Logan's War: Bound by Honor é um filme americano de 1998 dirigido por Michael Preece.

## Sinopse
Estrelado por Chuck Norris e Eddie Cibrian, o filme narra a história do garoto Logan Fallon, que vê toda a família ser assassinada aos dez anos de idade á mando de Albert Talgorno, pouco antes de ir morar no Novo México com seu tio que até então não conhecia, Jake Fallon, ele promete para si mesmo que vai voltar a Chicago e matar as pessoas que assassinaram sua família.
Ele aprende a arte da guerra e de lutas marciais com seu tio, aos 25 anos de idade ele volta para sua cidade e infiltra-se na casa e na vida de Albert Talgorno, até conseguir matar a todos.

## Elenco
- Chuck Norris .... Jake Fallon
- Eddie Cibrian .... Logan Fallon
- Brendon Ryan Barrett .... Logan Fallon aos 10 anos
- Joe Spano .... agente Especial John Downing
- Jeff Kober .... Sal Mercado
- R. D. Call .... Albert Talgorno